# Ендрю Комін Ірвайн
Ендрю Комін «Сенді» Ірвайн (8 квітня 1902 — 8 або 9 червня 1924) — британський альпініст,
Ендрю «Сенді» Комін Ірвайн (англ. Andrew "Sandy" Comyn Irvine ; 8 квітня 1902, Беркенхед, Мерсісайд, Англія, Британська імперія - 8 червня 1924, Джомолунґма) — англійський альпініст, учасник третьої Британської експедиції на Джомолунґму (1924). Зник безвісти 8 червня 1924 року під час сходження на вершину разом із Джорджем Меллорі.

## Ранні роки життя
Ендрю Ірвайн народився 8 квітня 1902 року в місті Беркенгеді в Мерсісайді, (до 1974 року — графство Чешир), у сім'ї Вільяма Фергюсона Ірвайна (1869-1962) та Ліліан Девіс-Коллі (1870-1950). Доводився двоюрідним братом відомої письменниці та журналістці Лін Ірвін, а також однією з перших жінок-хірургів Англії Елеоноре Дейвіс-Коллі. Початкову освіту здобув у школах Беркенгеда та Шрусбері, з дитинства вирізнявся живою інженерною хваткою та виявляв інтерес до винахідництва. Під час Першої світової війни навіть направив до військового міністерства власні проекти синхронізатора стрільби кулемета через гвинт літака, а також гіроскопічного стабілізатора. З молодих років Ірвайн займався спортом, особливо веслуванням. Виняткові здібності весляра зробили його зіркою 1919 року щорічної Королівської регати в Генлі, згодом вступив до Коледжу Мертон Оксфордського університету, де навчався на інженера. В Оксфорді Ендрю вступив до університетської секції альпінізму (троє членів якої згодом стали учасниками Британської експедиції на Джомолунґму  1953 року), а також входив до складу університетської збірної з веслування, яка в 1923 році стала переможцем престижних змагань у між Оксфордським Кембриджським університетами.
1923 року Ендрю Ірвайн взяв участь в експедиції коледжу на Шпіцберґен, де добре себе зарекомендував і згодом, за рекомендацією керівника цієї експедиції Ноеля Оделла, був запрошений до третьої Британської експедиції на Джомолунґму, в якій охоче погодився взяти участь.

## Експедиція на Джомолунґму
Джордж Меллорі — заступник керівника експедиції на Джомолунґму — найдосвідченіший на той момент учасник експедиції, не розглядав Ірвайна як можливий учасник сходження на вершину. Для цього у складі експедиції були такі досвідчені альпіністи, як Едвард Фелікс Нортон, Говард Сомервелл та Джеффрі Брюс (англ. Geoffrey Bruce). Але йому був потрібен фахівець із кисневого обладнання, випробування якого почалися ще в експедиції 1922 року. Ще вдома до експедиції Ірвайн за кресленнями кисневого обладнання займався його удосконаленням, а безпосередньо в експедиції доводив до пуття на місці, за що отримав прізвисько «Mister Fix it».
Першу спробу сходження на вершину було здійснено Меллорі та Брюсом 1 червня (без кисню) — вдалося досягти висоти 7700 метрів. Друга (також без кисню) — 2 червня Нортоном і Сомервеллом, 4 червня було досягнуто висоти 8570 метрів.
6 червня 1924 року Джордж Меллорі та Ендрю Ірвайн (з кисневими балонами) почали третю спробу сходження на вершину Евересту (Нортон, який на той час був керівником експедиції, був знесилений від попередньої спроби) і до кінця наступного дня встановили свій останній табір, маючи намір звідти вийти на штурм вершини. Востаннє їх крізь розрив у хмарах спостерігав 8 червня о 12.50 Ноель Оделл, що підіймалися в напрямку вершини, зі штурмового табору. 10 червня Оделл знову піднявся до штурмового табору 8168 і виявив його в тому ж стані, що й двома днями раніше. Пошуки Меллорі та Ірвайна рішенням Нортона були визнані недоцільними та експедиція була згорнута.
Перед тим, як вирушити в експедицію, Ендрю Ірвайн сказав: «Ми підемо до вершини. Якщо мені судилося померти, то немає кращої смерті, ніж у спробі підкорити Еверест».

## Слідами Меллорі та Ірвіна
У 1933 році Британською експедицією на Еверест на північно-східному гребені на висоті 8300 метрів було знайдено кригоруб, в 1963 році ідентифікований як Ірвін. У 1991 році неподалік Першого ступеня було знайдено кисневий балон, з яким Ірвайн і Меллорі здійснювали сходження. А 1 травня 1999 року на висоті 8155 метрів, практично навпроти місця виявлення кригоруба Ірвайна, було виявлено тіло Джорджа Меллорі. Незважаючи на безліч артефактів, знайдених на його тілі, які частково проливають світло на трагедію, встановити достеменно, були вони чи ні на вершині Джомолунґми, поки що не вдалося.
Згодом протягом певного часу новий проєкт проведення пошукової експедиції з пошуку тіла Ендрю Ірвіна та артефактів сходження 1924 намагався організувати історик Евересту Том Гользел (англ. Tom Holzel).

### Виявлення тіла Меллорі
У травні 1999 року Експедиція з пошуків Меллорі та Ірвайна на висоті 8155 метрів виявила тіло Джорджа Меллорі, у воронкоподібній улоговині, приблизно на 300 метрів нижче та приблизно на 100 метрів горизонтально далі від місця де у 1933 було знайдено кригоруб. На його талії виявили мотузку та сліди травми від її ривка, що наводить на думку про те, що в якийсь момент або Меллорі, або Ірвайн зірвалися, коли вони були зв'язані разом. Тіло Меллорі мало відносно невелику кількість серйозних травм, порівняно з травмами альпіністів пізнішого періоду, які впали з північно-східного хребта і отримали численні переломи кісток. Це може свідчити про те, що він пережив початкове падіння й котився схилом ще живим. Ймовірною причиною смерті стала колота рана на лобі розміром з м'яч для гольфу, яка могла бути завдана кригорубом. Припускають, що поранений Меллорі, ковзаючи вниз по схилу, намагався загальмувати швидкість спуску, тягнучи свій кригоруб по снігу, і що кригоруб вдарився об камінь та відскочив, завдавши смертельного поранення.
Обшук тіла виявив два непрямих докази того, що Меллорі міг досягти вершини:
- Донька Мелорі розповідала, що він носив при собі фотографію своєї дружини з наміром залишити цю світлину на вершині Евересту, коли досягне її,[14] На тілі такої фотографії не було знайдено. Враховуючи, що труп і знайдені при ньому речі дуже добре збереглися, відсутність фотографії свідчить про те, що він міг досягти вершини та залишити її там.
- Снігозахисні окуляри Меллорі знаходилися в його кишені, і це може свідчити, що він загинув уночі. З огляду на відомий час старту та швидкість переміщення Меллорі й Ірвайна, малоймовірно, що вони б не встигли піднятися на вершину до ночі.

На додаток до цих двох зачіпок, слова Оделла щодо двох альпіністів над Другою сходинкою, які «рішуче прямували до вершини» також можуть свідчити, що вони досягли її. Сучасні альпіністи та історики вважають, що після вдалого проходження Другої сходинки досягти вершини дуже ймовірно.

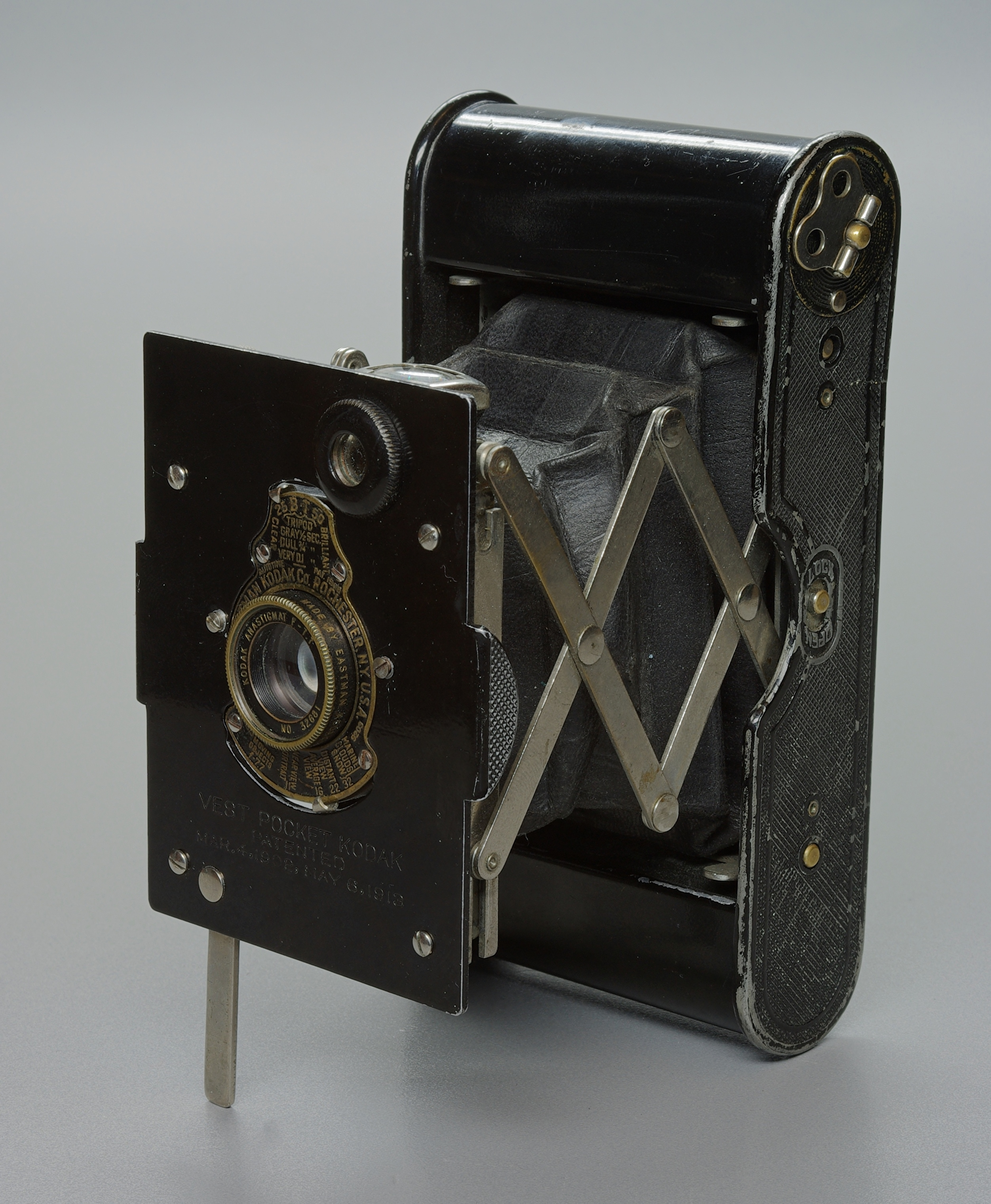
Вест Покет Кодак

Під час обшуку не було виявлено жодних слідів двох фотокамер «Вест Покет Кодак», які, згідно зі щоденниками Ірвайна, були при собі з Меллорі. Це дозволяє припустити, що камери або одну з них вдасться знайти біля тіла Ірвайна. Експерти компанії «Кодак» заявили про велику ймовірність того, що чорно-біла плівка з цих фотоапаратів збереглася при холодних температурах, і з неї можна буде зробити фотографії, які могли б прояснити долю Меллорі та Ірвайна.

### Випадки можливого виявлення тіла

#### Свідчення Ван Хунбао
У 1979 році Рьотен Хасегава, лідер японського контингенту китайсько-японської розвідувальної експедиції на північний бік Евересту, мав коротку розмову з китайським альпіністом на ім'я Ван Хунбао, у якій Ван розповів, що під час китайської експедиції на Еверест у 1975 році він бачив тіло «мертвого англійця» на висоті 8100 метрів. Труп лежав на боці біля підніжжя скелі. Ван зрозумів, що цей чоловік британець, за старомодним одягом, який гнив і розпався від дотику. Також він повідомив, що бачив поранення на щоці трупа. Однак більше інформації отримати не вдалося, оскільки наступного дня Ван загинув внаслідок лавини.
У 1986 році подальше підтвердження цього спостереження отримав американський історик підкорень Джомолунґми Том Голцель від китайського альпініста на ім'я Чжан Цзюньян, який був товаришем по намету Вана під час експедиції 1975 року. Чжан згадував, що Ван, повернувшись з 20-хвилинної вилазки, розповів йому, ніби на висоті 8100 метрів бачив тіло якогось іноземного альпініста. Оскільки не відомо випадків загибелі інших альпіністів на цій висоті на північній стороні Евересту, було майже очевидно, що це тіло належало або Меллорі, або Ірвайну.
Свідчення Вана в 1975 році стали ключем до виявлення тіла Меллорі, яке було знайдене через 24 роки в тій самій місцевості. Втім, опис знайденого тіла з раною на щоці не узгоджується зі станом і положенням тіла Мелорі, яке лежало обличчям вниз з головою, майже повністю похованою під осипаним камінням, а на лобі у нього була помітна колота рана. Можна припустити, що насправді Ван бачив Ірвайна. Інша гіпотеза полягає в тому, що на момент виявлення Мелорі лежав обличчям догори, і Ван перевернув його тіло, щоб «поховати».
У 2001 році друга експедиція з пошуків Меллорі та Ірвайна виявила місце розташування табору Вана в 1975 році та провела ретельні пошуки в околицях. Ці пошуки показали, що єдиним тілом поблизу було тіло Меллорі.

#### Свідчення Сюй Цзін
У 2001 році учасники експедиції з пошуків Меллорі та Ірвайна в 1999, Ерік Сімонсон та Йоген Геммлеб поїхали до Пекіна, щоб особисто взяти інтерв'ю у деяких учасників китайської експедиції 1960 року (це була перша експедиція на північну сторону гору після британських спроб 1920-х і 1930-х років).
Під час цієї зустрічі заступник керівника експедиції Сюй Цзін сказав, що під час спуску з Першої сходинки він помітив мертвого альпініста, який лежав на спині, ногами в напрямку верху гори, у западині або прорізі в скелі. Оскільки до 1960 року на північній стороні не зникав ніхто окрім Меллорі та Ірвайна, а тіло Меллорі було знайдено набагато нижче, було майже очевидно, що Сюй знайшов Ірвіна. Однак Сюй не довго роздивлявся те тіло, оскільки перебував у відчайдушній ситуації під час спуску, і хоча чітко пам'ятав, що бачив тіло, не міг детальніше пояснити, де це сталося

#### Свідчення Ван Фучжоу
У 1965 році учасник китайської експедиції 1960 року Ван Фучжоу прочитав лекцію в штаб-квартирі Географічного товариства СРСР у Ленінграді. Описуючи свою експедицію, він зробив сенсаційне зауваження: «На висоті близько 8600 метрів ми знайшли труп європейця». На запитання, чому він впевнений, що загиблий був європейцем, альпініст відповів просто: «Він носив підтяжки».

### Пошуки у 21-му сторіччі
У 2010 році команда з неофіційною назвою «Комітет з пошуку Ендрю Ірвайна» (Andrew Irvine Search Committee) під керівництвом Тома Голцеля провела пошуки Ірвайна за допомогою комп'ютерного монтажу аерофотознімків, зроблених у 1984 році Бредом Вошберном і Національним географічним товариством. Вони виявили на висоті приблизно 8425 метрів, менш ніж за 100 метрів від місця виявлення льодоруба, невизначений об'єкт, схожий на тіло, ноги якого спрямовані до вершини, що схоже на те, що описував Сюй. У 2019 році група під керівництвом Марка Синнотта дослідила це місце, але виявилося, що «тіло» було лише оптичною ілюзією.
Останки Ендрю Ірвайна були, ймовірно, виявлені у вересні 2024 року фотографом і режисером Джиммі Чином, який очолив групу Національного географічного товариства, що вирушила того місяця до північного схилу Евересту. Там вони виявили відокремлену ступню в черевику та шкарпетці з вишитим написом «A. C. Irvine» на іменній стрічці. Останки були знайдені в не вказаному точно місці на центральному льодовику Ронгбук на висоті щонайменше на 2100 м нижче, ніж місце виявлення тіла Меллорі. Вважається, що вони випливли з танучого льодовика.
 Двоюрідна небога Ірвайна Джулі Саммерс, автор книги про свого предка-альпініста, підозрює, що останки були змиті з гори лавинами і розчавлені льодовиком, що рухається. Також повідомляється, що члени сім'ї добровільно надали зразки ДНК для порівняння зі знайденими останками з метою підтвердження особи загиблого.

## Ендрю Комін Ірвайн в популярній культурі
Історія Меллорі та Ірвайна надихнула японського письменника-фантаста Баку Юмемакуру написати роман «Вершина богів» що вийшов у 1998 році. Книга надихнула на створення однойменної серії манги, що виходила з 2000 по 2003 рік і була адаптована як анімаційний фільм французького виробництва «Вершина богів» (фр. «Le Sommet des Dieux»), який вийшов на екрани 2021-го року.